# エルンスト・フェルステマン

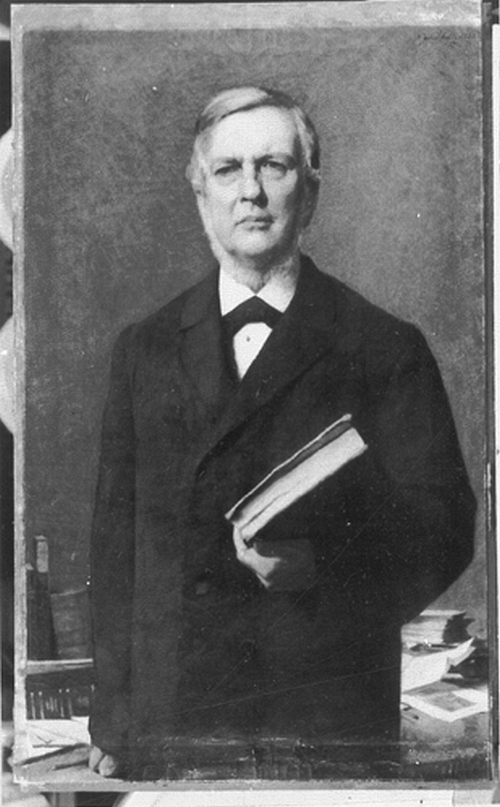
エルンスト・フェルステマン

エルンスト・ヴィルヘルム・フェルステマン（Ernst Wilhelm Förstemann、1822年9月18日 - 1906年11月4日）は、ドイツの図書館員、言語学者。ドイツにおける固有名詞学の草分けであり、またマヤ暦やマヤ天文学をはじめて解明した。

## 略歴
フェルステマンはプロイセン王国のダンツィヒ（現ポーランド領グダニスク）で生まれた。ベルリン大学とハレ大学でカール・ラハマン、フランツ・ボップ、アウグスト・フリードリヒ・ポットらに比較言語学を学んだ。1844年からダンツィヒで家庭教師およびギムナジウムの教師として働いた。1851年にヴェルニゲローデに移り、リュツェーウムの教師およびシュトルベルク図書館の館員をつとめた。
1865年にドレスデンの王立公共図書館の上級図書館員に就任した。この図書館はマヤ文字で書かれたドレスデン・コデックスを保有しており、フェルステマンをマヤ文字研究の道に進めることになった。
1887年に退官し、その後は1898年までザクセン王のための小さな図書館で働いた。1900年にシャルロッテンブルクに引っこし、1906年にそこで没した。

## 主な業績
フェルステマンはクーン誌上に民間語源の研究を発表した。
- “Ueber deutsche Volksetymologie”. Zeitschrift für vergleichende Sprachforschung auf des Deutschen, Griechischen und Lateinischen 1 (1):  1-25. (1852). JSTOR 40844207.
- “Ueber deutsche Volksetymologie”. Zeitschrift für vergleichende Sprachforschung auf dem Gebiete der Indogermanischen Sprachen 23 (4):  375-384. (1877). JSTOR 40845610.

ヴェルニゲローデ時代にドイツ語の固有名詞辞典を出版した。
- Altdeutsches Namenbuch. Nordhausen. (1856)

1863年には『ドイツの地名』を出版した。
- Die deutschen Ortsnamen. Nordhausen. (1863)

1880年にドレスデン・コデックスの忠実な複製をカラーで出版した。ドレスデン・コデックスの原本は第二次世界大戦で水につかり、ひどく損傷したため、フェルステマンの複製がもっとも重要な資料になっている。その後、1887年から1898年までかけて出版した全7巻の『マヤ文書解読』(Zur Entzifferung der Mayahandschriften)をはじめとして、マヤ文字に関する多数の著書や論文を公刊した。フェルステマンは1887年にディエゴ・デ・ランダの『ユカタン事物記』の中の日付に関する記述をもとに4アハウ8クムクに始まる長期暦を解明し、また584日からなる金星の公転周期をマヤ人が知っていたことを明らかにした。1893年には月食の表があることを明らかにした。